# استیو جنینگز (بازیکن فوتبال)
استیو جنینگز (انگلیسی: Steve Jennings؛ زادهٔ ۲۸ اکتبر ۱۹۸۴) بازیکن فوتبال اهل بریتانیا است.
از باشگاه‌هایی که در آن بازی کرده‌است می‌توان به باشگاه فوتبال ترانمره راورز، باشگاه فوتبال بارو، باشگاه فوتبال مادرول، باشگاه فوتبال کاونتری سیتی، باشگاه فوتبال هرفورد یونایتد، باشگاه فوتبال پورت ویل، و باشگاه فوتبال اورتون اشاره کرد.